# Les noces rouges
Les noces rouges és una pel·lícula dirigida per Claude Chabrol el 1973, segons un fet real esdevingut al departament de la Cruesa.

## Argument
Paul és un notable que treballa molt de temps en les relacions públiques. La seva dona, Lucienne, té un amant, Pierre. Paul està assabentat d'aquesta relació extraconjugal. Pierre està casat amb Clotilde, greument malalt. Enverinarà la seva dona. Paul revela un dia a Pierre i a Lucienne que ho sap tot de la seva relació amorosa. L'amant i la dona infidel assassinen doncs Paul. Però la seva filla denunciarà els culpables a la policia...

## Repartiment
- Claude Piéplu, Paul
- Michel Piccoli, Pierre
- Stéphane Audran, Lucienne
- Clotilde Joano, Clotilde
- Elena de Santis, Hélène
- François Robert, Auriol
- Daniel Lecourtois, el prefecte
- Ermanno Casanova, el conseller
- Pipo Merisi, Berthier
- Gilbert Servien, Henri Berger, Maurice Fourré, Philippe Fourré

## Premis i nominacions[calcitació]
- Premi FIPRESCI al Festival Internacional de Cinema de Berlín per Claude Chabrol
- Nominació a l'Os d'Or al Festival Internacional de Cinema de Berlín per Claude Chabrol